# Petros (pelikaan)

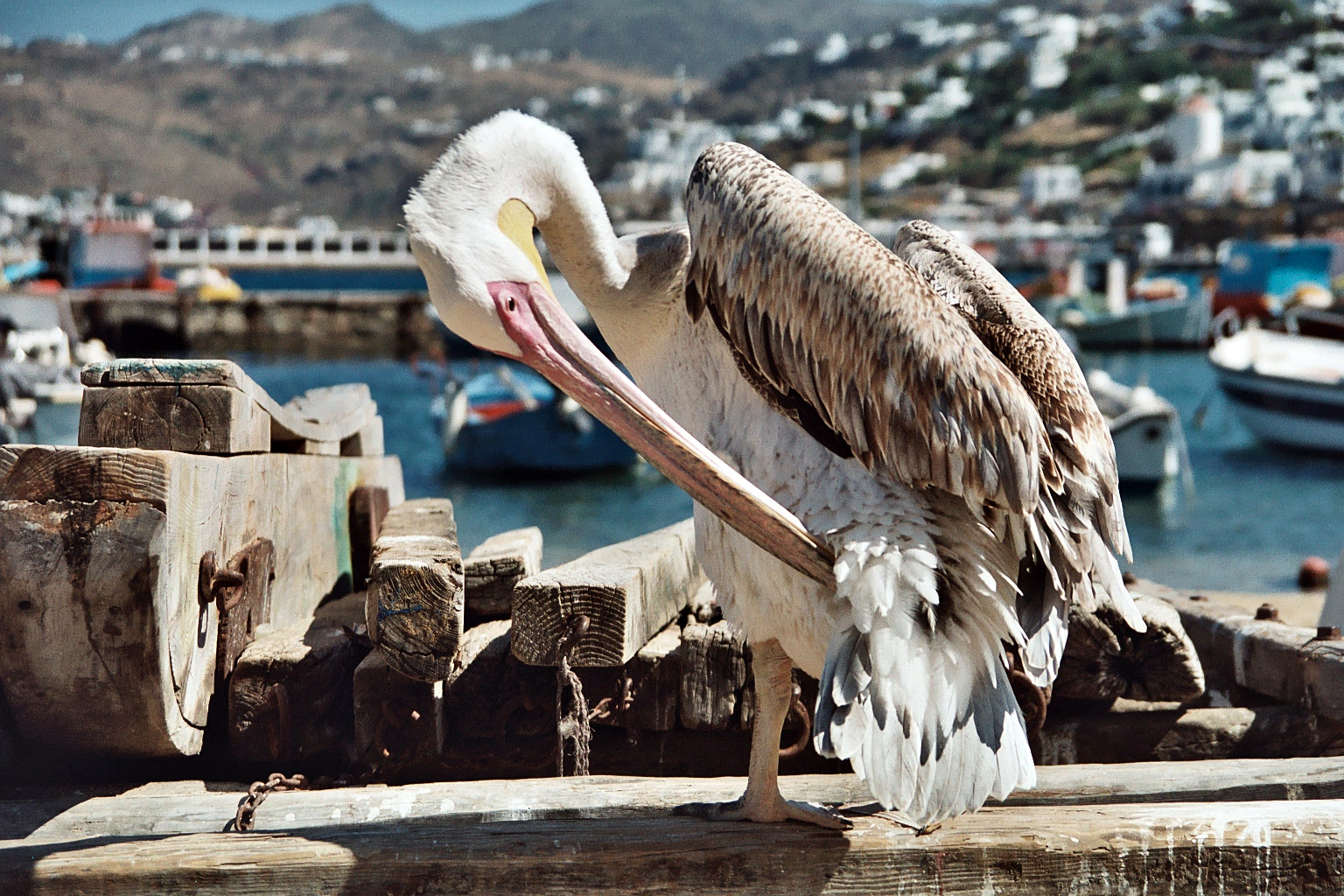
Een van de drie opvolgers van Petros

Petros, de pelikaan (Grieks: Πέτρος ο πελεκάνος, Petros o Pelekanos), was de mascotte van het eiland Mykonos dat onderdeel vormt van de Cycladen. In 1958 spoelde deze vogel hier gewond aan. Hij werd gevonden en verzorgd door een visser en is vervolgens gebleven. Na verloop van tijd kreeg hij de status van mascotte. Hierdoor werd hij zeer bekend en zijn foto kwam op vele ansichtkaarten.
In 1985 is Petros overleden. Het was voorpaginanieuws in heel Griekenland.
Op dit moment lopen er drie nieuwe pelikanen rond in het dorp Chora. Eén daarvan is na het overlijden van Petros geschonken door Jackie Onassis. De tweede door de dierentuin in Hamburg en de derde is gewond aangespoeld, verzorgd en weer gebleven.